# Beipiao
Beipiao (en chino, 北票; pinyin, Běipiào) es un municipio  bajo la administración directa de la Prefectura Chaoyang en la Provincia de Liaoning, República Popular China.  Su área es de 4418 km² y su población total para 2010 superó los 490 mil habitantes. 

## Administración
Desde julio de 2020, el  Municipio Beipiao se divide en 31 pueblos que se administran en 4 subdistritos, 12  poblados, 13 villas y 2 villas étnicas. 